# Charles Louis Eugène Assezat de Bouteyre
Pour les articles homonymes, voir Assézat et Bouteyre.
Charles Louis Eugène Assezat de Bouteyre, né à Clermont-Ferrand le 7 juillet 1864 et mort à Antibes le 3 avril 1942, est un peintre français.

## Biographie

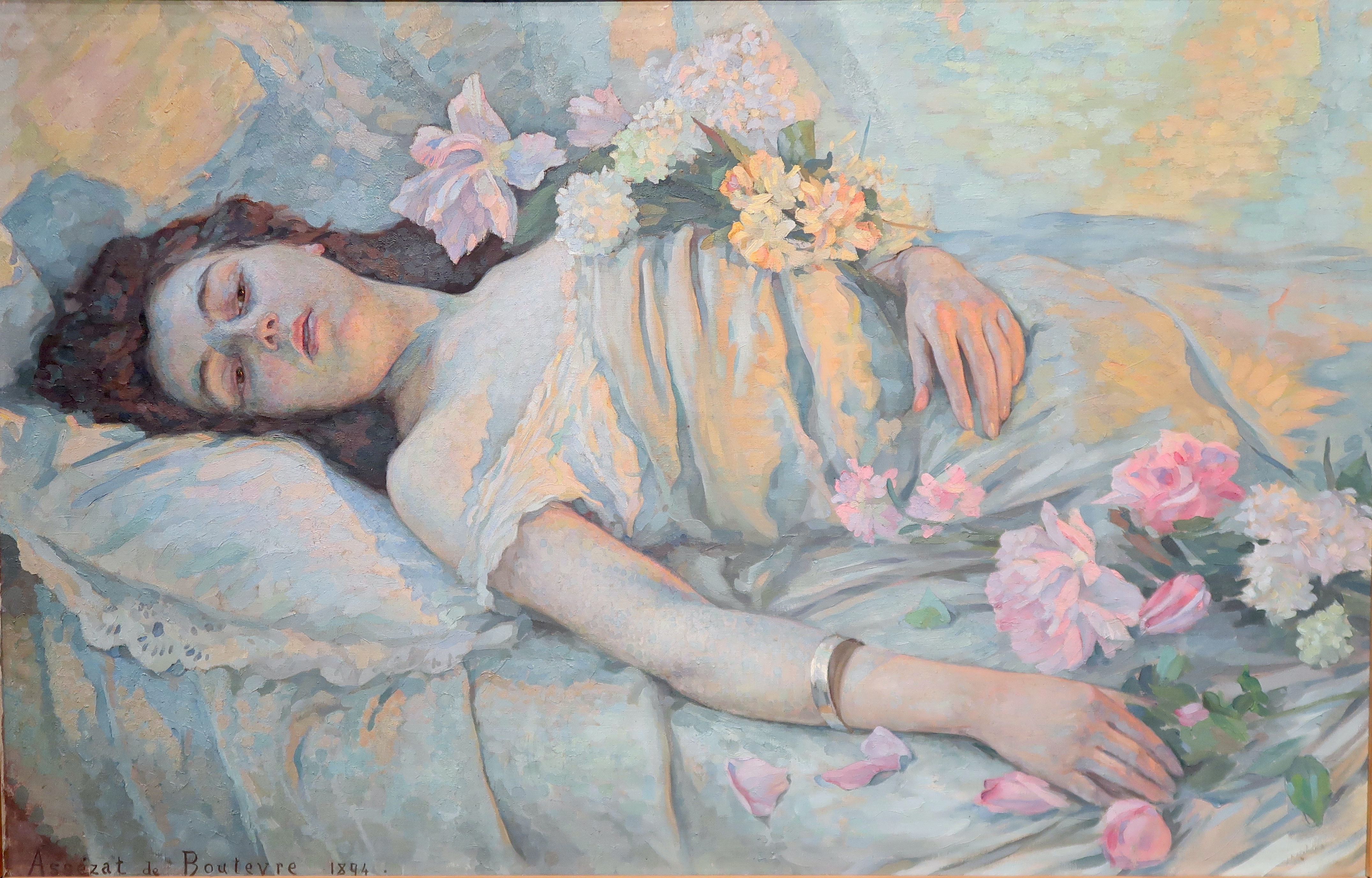
Rêverie. 1894. Huile sur toile. Musée Crozatier au Puy-en-Velay.

Fils d'un procureur général de Clermont-Ferrand, élève de William Bouguereau, Gabriel Ferrier et Robert-Fleury, il obtient en 1892 une mention honorable au Salon des artistes français dont il était sociétaire.
Il a participé au décor du théâtre du Puy-en-Velay, dont le Salon fumoir (1893-1895). Ses esquisses sont conservées au musée Crozatier au Puy-en-Velay, ainsi que quelques-unes de ses peintures :

## Œuvres
- La Fleuriste endormie, 1892
- Rêverie, 1894
- Feu d’artifice, début XXe siècle
- Le Jardinier, 1914
- Jeune marchande de fruits, vers 1930
- Nature morte aux fruits, 1930